# Christopher Middleton
Christopher Middleton (final de 1600 — Norton (Durham), Durham 12 de fevereiro de 1770) foi um navegador britânico.
Recebeu a Medalha Copley de 1742, "pela comunicação de suas observações da tentativa de descobrir uma passagem norte-oeste para as índias através da Baía de Hudson".